# Tuza Róbert
Tuza Róbert (Eger, 1977. november 3. –) magyar énekes, dalszerző, dalszövegíró, az Extazis zenekar frontembere és alapító tagja.

## Élete
Édesapja Tuza S. Tibor kortárs magyar költő. A Heves vármegyei Sirok községben nőtt fel. Az általános iskolát a településen, az Országh Kristóf Általános Iskolában végezte, majd Egerben tanult tovább.
A zene iránti érdeklődése és érzéke már gyermekkorában megmutatkozott. Az első maradandó élményt a The Beatles zenéje jelentette számára, amiért már gyermekkorában fanatikusan rajongott. 11 éves korára már dobon és gitáron is játszott és több alkalommal lépett fel iskolai rendezvényeken. Egy 1989-es karácsonyi műsoros estet követően megalakult egy három tagú zenekar, ahol 1990-91 között dobosként játszott. Kis kihagyás után 1993-96 között a már négy tagú zenekar New Sigma néven folytatta működését, ekkor már mint gitáros zenélt a csapatban.

## Zenei pályafutása

### Extazis
Tuza Róbert neve igazán az Extazis zenekar megalakulása után vált ismertté, melyet 1996-ban alapított meg. Az együttes legsikeresebb formációja 2005-ben alakult ki: Tuza Róbert (ének, akusztikus gitár), Nagy Balázs (gitár), Gachal Gábor (dob), Szarka Endi (gitár), Nagy Dénes (basszusgitár). Tuza Róbert énekesként, dalszövegíróként és zeneszerzőként is működött a zenekarban. Pályafutásuk során négy nagylemezt adtak ki. Ennyi a lényeg című daluk 2010-ben felkerült a Mahasz Rádiós Top 40 listájára.

### Egyéb zenei projektek
A 2000-es években Tuza Róbert az Extazis mellett alkalmanként a Mátrix zenekar vendégelőadójaként is fellépett, illetve a zenekar két dalának is ő írta a szövegét: Az aszfalt ördöge, Úgy, ahogy én. Mindkét szám a 2011. decemberében kiadott „10 Év” című albumon szerepelt, ami a Mátrix zenekar 10 éves fennállását ünnepelve jelent meg.
2015-ben két másik zenei projektben is részt vett. Ezek közül az egyik a Nádasi feat. Tuza, mely a Mom’s Favourite zenekar két tagjából (Nádasi István- gitár, ének és Kaló Dénes- dob) illetve az Extazis zenekar két tagjából (Tuza Róbert- gitár, ének és Nagy Dénes- basszusgitár) alakult. A Holdfény sugárút című dalt 2015. januárjában 3 nap alatt vették fel a Standing Waves Stúdióban. A dalhoz klip is készült, melyet február 7-én forgattak az egri Agria Parkban. A klip rendezője és forgatókönyvírója is Tuza Róbert volt.
A másik projekt a 2015. novemberben bemutatott Tuza Róbert ft. Dé Ness- Csodák vannak még című dal, melynek szövegét Tuza Róbert, zenéjét pedig Simon Dénes, az Extazis zenekar egy korábbi gitárosa szerezte.
2016-ban újra édesapja egyik verséhez szerzett zenét A patak mindkét partján címmel. 2016. végétől a Superstation zenekar énekese, dalszerzője.

## Diszkográfia
Extazis
- Életen át (2001)
- Rock and Roll Express (2003)
- Demo (2005)
- Ennyi a lényeg! (2009)
- Most! (2012)
- Ajándék (single, 2014)

Mátrix
- 10 év (2011)
  - Az aszfalt ördöge
  - Úgy, ahogy én

Nádasi feat. Tuza
- Holdfény sugárút (single, 2015)

Tuza Róbert ft. Dé Ness
- Csodák vannak még (single, 2015)

Tuza Róbert
- A patak mindkét partján (single, 2016)